# Modicogryllus laticeps
Modicogryllus laticeps är en insektsart som först beskrevs av Lucien Chopard 1939.  Modicogryllus laticeps ingår i släktet Modicogryllus och familjen syrsor. Inga underarter finns listade i Catalogue of Life.